# Association des États Généraux des Étudiants de l'Europe
Association des États Généraux des Étudiants de l'Europe, abreviat AEGEE, este o organizație internațională și interdisciplinară de studenți, cea mai mare de acest fel din Europa. AEGEE este cunoscut în engleză sub numele de European Students' Forum.
Fondată în 1985 la Paris, AEGEE numără în prezent aproximativ 13000 de membri, mai bine de 200 de grupuri locale ("antene") în diverse orașe universitare din întreaga Europă, inclusiv  în Rusia, Turcia și Caucaz, și un consiliu director și sediu în Bruxelles. AEGEE promovează o Europă unită, democrată și egală în fața legii, fără granițe fizice și culturale. Anual, AEGEE organizează sute de conferințe, training-uri și evenimente culturale, precum și numeroase acțiuni de susținere a intereselor studenților europeni. 
Acronimul "AEGEE" evocă Marea Egee, un leagăn important al originilor democrației, iar denumirea completă include primul parlament creat în timpul Vechiului Regim, États Généraux.